# Hosejn Abuzari
Hosejn Abuzari (pers. ‏حسین ابوذری‎; ur. 1999) – irański zapaśnik walczący w stylu wolnym. Brązowy medalista mistrzostw Azji w 2024. Wicemistrz igrzysk solidarności islamskiej w 2021 roku.